# Менс
Менс, Ме́нта (лат. Mens — розум, думка) — римська богиня, що уособлювала людський розум. Храм М. споруджено наприкінці III ст. до н. е. після поразки римлян біля Тразіменського озера. Свято на її честь справляли в липні на Капітолії.